# Gradsko (kommun)
Gradsko (makedonska: Градско, albanska: Komuna e Grackës) är en kommun i Nordmakedonien. Den ligger i den centrala delen av landet, 60 kilometer sydost om huvudstaden Skopje. Antalet invånare är 3 584. Arean är 236 kvadratkilometer.
Följande samhällen finns i kommunen Gradsko:
- Gradsko
- Viničani
- Vodovrati
- Nogaevci
- Dolno Čičevo
- Kočilari
- Ulanci
- Podles